# Liste des joueurs de l'AFC Tubize
Cette liste reprend les 256 joueurs de football qui ont évolué à l'AFC Tubize depuis la fondation du club.
Date de mise à jour des joueurs et de leurs statistiques : 27 novembre 2012
- Haut – A
- B
- C
- D
- E
- F
- G
- H
- I
- J
- K
- L
- M
- N
- O
- P
- Q
- R
- S
- T
- U
- V
- W
- X
- Y
- Z

## A
| Joueur                | Nationalité | Position       | Date de naissance | Période(s) | Matches (dont D1) | Buts | Jaunes | Rouges |
| --------------------- | ----------- | -------------- | ----------------- | ---------- | ----------------- | ---- | ------ | ------ |
| Ismaël Abdellali      | Algérie     | ?              | 4/07/1971         | 1993-2003  | 189 (0)           | 22   | 13     | 0      |
| Stéphane Adriaens     | Belgique    | ?              | 13/02/1960        | 1993-2002  | 261 (0)           | 4    | 15     | 0      |
| Izzet Akgül           | Belgique    | Attaquant      | 28/01/1982        | 2011-2012  | 2 (0)             | 0    | 0      | 0      |
| Benoit Alexandre      | Belgique    | ?              | 18/02/1968        | 1997-2002  | 133 (1)           | 15   | 24     | 0      |
| Andre Alvaro Montagna | Belgique    | ?              | 5/06/1990         | 2010-2011  | 11 (0)            | 0    | 3      | 1      |
| Gary Ambroise         | Belgique    | ?              | 17/07/1985        | 2010-...   | 61 (0)            | 13   | 5      | 2      |
| Arnaud Andre          | Belgique    | ?              | 15/02/1973        | 1997-1998  | 26 (0)            | 1    | 7      | 0      |
| Kadri Aboudou         | Belgique    | ?              | 02/07/1991        | 2010-2012  | 9 (0)             | 3    | 1      | 0      |
| Nicolas Ardouin       | France      | Gardien de but | 7/02/1978         | 2008-2009  | 29 (29)           | 0    | 1      | 0      |
| David Arena           | Belgique    | ?              | 17/02/1988        | 2005-2008  | 46 (0)            | 0    | 2      | 0      |
| Mehdi Arnould         | Belgique    | ?              | 10/08/1977        | 2002-2005  | 26 (0)            | 2    | 2      | 0      |

## B
| Joueur                            | Nationalité                      | Position          | Date de naissance | Période(s)           | Matches (dont D1) | Buts | Jaunes | Rouges |
| --------------------------------- | -------------------------------- | ----------------- | ----------------- | -------------------- | ----------------- | ---- | ------ | ------ |
| Leandro Bailly                    | Belgique                         | attaquant         | 30/06/1995        | 2012-2015            | 39 (0)            | 15   | 2      | 1      |
| Alessio Baglio                    | Belgique                         | ?                 | 17/07/1990        | 2010-2011            | 2 (0)             | 0    | 0      | 0      |
| Henri Balenga                     | Belgique                         | ?                 | 17/12/1966        | 1997-1998            | 26 (0)            | 8    | 2      | 0      |
| Rachid Baouf                      | Maroc                            | Milieu de terrain | 7/10/1976         | 1993-1995            | 24 (0)            | 1    | 0      | 0      |
| Josip Barišić                     | Croatie                          | Défenseur         | 7/03/1981         | 2008-2009            | 26 (26)           | 1    | 7      | 0      |
| Walter Baseggio                   | Belgique                         | Milieu de terrain | 19/08/1978        | 2010-2011            | 15 (0)            | 1    | 2      | 1      |
| Rony Baynon                       | Belgique                         | ?                 | 21/06/1987        | 2007-2009            | 18 (0)            | 1    | 0      | 0      |
| Quentin Becker                    | Belgique                         | ?                 | 21/03/1992        | 2012-...             | 0 (0)             | 0    | 0      | 0      |
| Jeremi Benattou                   | Belgique                         | ?                 | 2/11/1981         | 2000-2001            | 3 (0)             | 0    | 0      | 0      |
| Henriques-Patricio Bengui-Dombaxe | Belgique                         | ?                 | 10/11/1986        | 2004-2005            | 2 (0)             | 0    | 0      | 0      |
| Jamil Benouahi                    | Maroc                            | ?                 | 30/03/1979        | 2004-2006            | 29 (0)            | 0    | 5      | 0      |
| Karim Benseghir                   | Belgique                         | ?                 | 10/04/1969        | 1999-2001            | 20 (0)            | 0    | 3      | 0      |
| Thierry Berghmans                 | Belgique                         | Gardien de but    | 7/11/1972         | 2007-2008            | 34 (0)            | 0    | 0      | 0      |
| Romain Beynié                     | France                           | Milieu de terrain | 16/05/1987        | 2008-2009            | 25 (25)           | 0    | 6      | 0      |
| Jean-Marie Bombele Lifafu         | Belgique                         | ?                 | 10/02/1983        | 2003-2004            | 5 (0)             | 0    | 0      | 0      |
| Philippe Bonfond                  | Belgique                         | ?                 | 27/08/1964        | 1993-1994            | 16 (0)            | 0    | 3      | 0      |
| Jordan Bonny                      | Belgique                         | ?                 | 9/06/1984         | 2006-2008            | 28 (0)            | 0    | 3      | 0      |
| Ronny Borloo                      | Belgique                         | ?                 | 10/06/1961        | 1993-1994            | 0 (0)             | 0    | 0      | 0      |
| Nyengo Hervé Boto Loki            | République démocratique du Congo | Milieu de terrain | 1/10/1982         | 2001-2003, 2008-2011 | 18 (0)            | 0    | 1      | 0      |
| Damien Brison                     | Belgique                         | ?                 | 26/10/1989        | 2011-2012            | 7 (0)             | 0    | 2      | 0      |
| Yohan Brouckaert                  | Belgique                         | ?                 | 30/10/1987        | 2007-2011            | 111 (25)          | 11   | 21     | 3      |
| Yves Buelinckx                    | Belgique                         | Attaquant         | 22/06/1972        | 1991-1993, 2003-2006 | 151 (0)           | 92   | 11     | 1      |
| Nsuka Bula                        | Belgique                         | ?                 | 15/05/1977        | 2001-2005            | 72 (0)            | 25   | 4      | 1      |
| Didier Burkhardt                  | Belgique                         | ?                 | 8/06/1971         | 1996-1997            | 13 (0)            | 0    | 1      | 0      |

## C
| Joueur              | Nationalité | Position          | Date de naissance | Période(s) | Matches (dont D1) | Buts | Jaunes | Rouges |
| ------------------- | ----------- | ----------------- | ----------------- | ---------- | ----------------- | ---- | ------ | ------ |
| Giuseppe Cacciatore | Belgique    | ?                 | 10/09/1983        | 2010-2011  | 8 (0)             | 0    | 1      | 0      |
| Marco Casagrande    | Belgique    | ?                 | 15/06/1974        | 1994-1995  | 0 (0)             | 0    | 0      | 0      |
| Julien Catrain      | Belgique    | Défenseur         | 1/06/1984         | 2004-2005  | 12 (0)            | 0    | 2      | 0      |
| Kevin Ceuppens      | Belgique    | ?                 | 24/09/1980        | 1998-2002  | 14 (0)            | 1    | 0      | 0      |
| Yoran Chalon        | Belgique    | ?                 | 27/04/1993        | 2010-2012  | 1 (0)             | 0    | 0      | 0      |
| Julien Charlier     | Belgique    | ?                 | 31/08/1987        | 2007-2009  | 9 (0)             | 0    | 0      | 0      |
| Yohan Charlot       | France      | Milieu de terrain | 2/08/1978         | 2006-2007  | 29 (0)            | 6    | 2      | 0      |
| Raffaele Chiarelli  | Belgique    | ?                 | 23/03/1990        | 2010-...   | 41 (0)            | 0    | 14     | 0      |
| Raphaël Constant    | Belgique    | ?                 | 15/08/1975        | 1996-1998  | 46 (0)            | 10   | 4      | 1      |
| Aurélien Coppin     | Belgique    | ?                 | 27/02/1989        | 2011-2012  | 15 (0)            | 1    | 2      | 0      |
| Sébastien Cousin    | Belgique    | Gardien de but    | 16/11/1976        | 2002-2005  | 56 (0)            | 1    | 0      | 0      |
| Pietro Cutaia       | Belgique    | ?                 | 20/09/1966        | 1995-1996  | 1 (0)             | 0    | 0      | 0      |

## D
| Joueur                  | Nationalité                      | Position          | Date de naissance | Période(s)          | Matches (dont D1) | Buts | Jaunes | Rouges |
| ----------------------- | -------------------------------- | ----------------- | ----------------- | ------------------- | ----------------- | ---- | ------ | ------ |
| Andrei Da Silva Camargo | Belgique                         | ?                 | 6/02/1988         | 2010-2013, 2015-... | 49 (0)            | 0    | 10     | 4      |
| Pietro Daddi            | Belgique                         | ?                 | 28/12/1977        | 2010-2011           | 8 (0)             | 3    | 2      | 0      |
| Thierry Dailly          | Belgique                         | ?                 | 21/08/1968        | 1995-1997           | 28 (0)            | 5    | 4      | 1      |
| Jusuf Dajic             | Belgique                         | ?                 | 21/08/1984        | 2008-2009           | 11 (11)           | 1    | 1      | 0      |
| Benjamin Dassonville    | Belgique                         | ?                 | 28/05/1985        | 2003-2005           | 3 (0)             | 0    | 0      | 0      |
| Julien De Araujo        | Belgique                         | ?                 | 9/03/1987         | 2010-2011           | 10 (0)            | 1    | 0      | 0      |
| Chris De Belder         | Belgique                         | ?                 | 14/08/1975        | 2000-2001           | 7 (0)             | 0    | 0      | 0      |
| Kevin De Broyer         | Belgique                         | Attaquant         | 11/10/1982        | 2001-2007           | 145 (0)           | 27   | 20     | 1      |
| Frederic De Cooman      | Belgique                         | ?                 | 23/05/1973        | 1993-2001           | 6 (0)             | 0    | 0      | 0      |
| Gregory De Raeve        | Belgique                         | ?                 | 16/03/1977        | 1999-2004           | 74 (0)            | 3    | 9      | 1      |
| Kevin Debaty            | Belgique                         | Gardien de but    | 12/06/1989        | 2010-2011           | 20 (0)            | 0    | 2      | 0      |
| Kristof Debelder        | Belgique                         | ?                 | 8/09/1980         | 1999-2000           | 3 (0)             | 1    | 0      | 0      |
| Eric Decorne            | Belgique                         | ?                 | 2/07/1963         | 1993-1994           | 29 (0)            | 0    | 0      | 0      |
| David Degavre           | Belgique                         | ?                 | 7/09/1976         | 2001                | 14 (0)            | 0    | 2      | 0      |
| Laurent Demol           | Belgique                         | ?                 | 23/10/1971        | 2002-2004           | 51 (0)            | 8    | 5      | 0      |
| Michaël Descamps        | Belgique                         | Gardien de but    | 5/10/1984         | 2006-2007           | 0 (0)             | 0    | 0      | 0      |
| Pietro Di Sciacca       | Italie                           | ?                 | 8/09/1970         | 1993-1994           | 16 (0)            | 3    | 2      | 1      |
| Gauthier Diafutua       | France                           | Attaquant         | 4/11/1985         | 2007-2009           | 32 (17)           | 1    | 6      | 0      |
| Samba Diawara           | Mali                             | Défenseur         | 15/03/1978        | 2004-2007, 2011-... | 117 (0)           | 3    | 10     | 4      |
| Georges Dimitriadis     | Belgique                         | ?                 | 24/08/1977        | 2002-2007           | 94 (0)            | 8    | 18     | 2      |
| Trésor Diowo            | République démocratique du Congo | Défenseur         | 2/12/1986         | 2009-2011           | 44 (0)            | 1    | 3      | 1      |
| Gougnon Moise Djedje    | Belgique                         | ?                 | 1/09/1980         | 2001-2003           | 27 (0)            | 11   | 3      | 0      |
| Edison Doda-Bibuangu    | Belgique                         | ?                 | 11/04/1970        | 1997-1999           | 32 (0)            | 1    | 2      | 1      |
| Thiago Dos Santos       | Belgique                         | ?                 | 12/07/1987        | 2008-2009           | 15 (15)           | 0    | 2      | 0      |
| Julien Drugmand         | Belgique                         | ?                 | 27/12/1982        | 2002-2004           | 16 (0)            | 0    | 2      | 0      |
| Grégory Dufer           | Belgique                         | Milieu de terrain | 19/12/1981        | 2008-2009           | 26 (26)           | 6    | 3      | 1      |
| Quantin Durieux         | Belgique                         | ?                 | 28/01/1985        | 2010-2011           | 8 (0)             | 0    | 0      | 0      |
| Noe Dussenne            | Belgique                         | ?                 | 7/04/1992         | 2012-...            | 0 (0)             | 0    | 0      | 0      |
| Thierry Dutrieux        | Belgique                         | ?                 | 10/04/1967        | 1993-1997           | 66 (0)            | 3    | 6      | 0      |

## E
| Joueur                | Nationalité | Position | Date de naissance | Période(s) | Matches (dont D1) | Buts | Jaunes | Rouges |
| --------------------- | ----------- | -------- | ----------------- | ---------- | ----------------- | ---- | ------ | ------ |
| Gabriel Ekueta Nkombe | Belgique    | ?        | 25/04/1976        | 1998-2000  | 30 (0)            | 1    | 1      | 0      |
| Naim Elouamari        | Belgique    | ?        | 15/09/1973        | 1995-1996  | 0 (0)             | 0    | 0      | 0      |

## F
| Joueur                       | Nationalité    | Position          | Date de naissance | Période(s) | Matches (dont D1) | Buts | Jaunes | Rouges |
| ---------------------------- | -------------- | ----------------- | ----------------- | ---------- | ----------------- | ---- | ------ | ------ |
| Gianluca Falzone             | Belgique       | ?                 | 14/09/1990        | 2008-2009  | 0 (0)             | 0    | 0      | 0      |
| Michaël Fardeau              | Belgique       | ?                 | 20/08/1980        | 2000-2001  | 12 (0)            | 0    | 1      | 0      |
| Giuseppe Farese              | Italie         | ?                 | 5/06/1975         | 1997-2001  | 85 (0)            | 16   | 8      | 1      |
| Mario Fasano                 | Belgique       | ?                 | 8/10/1973         | 1999-2005  | 145 (0)           | 10   | 27     | 6      |
| Albert Archi Fataki          | Belgique       | ?                 | 25/05/1989        | 2009-2010  | 11 (0)            | 2    | 1      | 0      |
| Andy Fernandez               | Belgique       | ?                 | 24/02/1983        | 2002-2003  | 0 (0)             | 0    | 0      | 0      |
| Christopher Fernandez Vargui | Belgique       | ?                 | 9/05/1984         | 2005-2006  | 21 (0)            | 5    | 2      | 0      |
| Yannick Ferrera              | Belgique       | ?                 | 24/09/1980        | 2001-2002  | 1 (0)             | 0    | 0      | 0      |
| Nicolas Flammini             | Belgique       | ?                 | 9/02/1978         | 1998-2007  | 68 (0)            | 8    | 8      | 1      |
| Gérald Forschelet            | France         | Milieu de terrain | 19/09/1981        | 2008-2009  | 15 (15)           | 0    | 2      | 0      |
| Quinton Fortune              | Afrique du Sud | Milieu de terrain | 21/05/1977        | 2008-2009  | 9 (9)             | 0    | 1      | 1      |
| Flavio Fragapane             | Belgique       | Défenseur         | 28/10/1989        | 2007-2008  | 2 (0)             | 0    | 1      | 0      |
| Sebastien Francis            | Belgique       | ?                 | 9/08/1981         | 2000-2001  | 12 (0)            | 6    | 2      | 0      |
| Arnaud Fransquet             | Belgique       | Gardien de but    | 15/10/1981        | 2005-2006  | 13 (0)            | 0    | 0      | 0      |

## G
| Joueur               | Nationalité | Position          | Date de naissance | Période(s) | Matches (dont D1) | Buts | Jaunes | Rouges |
| -------------------- | ----------- | ----------------- | ----------------- | ---------- | ----------------- | ---- | ------ | ------ |
| Quentin Gailly       | Belgique    | ?                 | 8/02/1983         | 2000-2009  | 97 (2)            | 5    | 10     | 0      |
| Michaël Gangai       | Belgique    | ?                 | 18/07/1984        | 2003-2005  | 1 (0)             | 0    | 1      | 0      |
| Shean Garlito Y Romo | Belgique    | ?                 | 19/02/1994        | 2011-...   | 0 (0)             | 0    | 0      | 0      |
| Patrick Ghislain     | Belgique    | ?                 | 29/08/1965        | 1999-2000  | 14 (0)            | 1    | 1      | 0      |
| Guy Gijselinck       | Belgique    | ?                 | 26/12/1971        | 1995-1997  | 25 (0)            | 1    | 1      | 0      |
| Cor Gillis           | Belgique    | ?                 | 31/03/1989        | 2009-2011  | 45 (0)            | 0    | 4      | 2      |
| Wilfried Godart      | Belgique    | Gardien de but    | 3/06/1972         | 2003-2005  | 25 (0)            | 0    | 0      | 0      |
| Fabian Goemaere      | Belgique    | ?                 | 14/06/1971        | 1993-1997  | 58 (0)            | 0    | 1      | 0      |
| Geoffrey Gorez       | Belgique    | ?                 | 28/02/1990        | 2008-2010  | 4 (3)             | 0    | 1      | 0      |
| Ludovic Govoni       | Belgique    | Gardien de but    | 29/09/1984        | 2009-2010  | 16 (0)            | 0    | 0      | 0      |
| Marc Grotard         | Belgique    | ?                 | 28/09/1962        | 1993-1994  | 23 (0)            | 9    | 0      | 1      |
| Ayhan Guclu          | Belgique    | ?                 | 28/03/1990        | 2010-2011  | 2 (0)             | 0    | 0      | 0      |
| Julien Guerenne      | Belgique    | Milieu de terrain | 31/10/1986        | 2006-2007  | 11 (0)            | 0    | 0      | 0      |

## H
| Joueur             | Nationalité               | Position          | Date de naissance | Période(s) | Matches (dont D1) | Buts | Jaunes | Rouges |
| ------------------ | ------------------------- | ----------------- | ----------------- | ---------- | ----------------- | ---- | ------ | ------ |
| Habib Habibou      | République centrafricaine | Attaquant         | 16/04/1987        | 2006-2007  | 13 (0)            | 10   | 1      | 0      |
| Hassan Hadrazi     | Belgique                  | ?                 | 11/10/1973        | 1995-1996  | 2 (0)             | 0    | 0      | 0      |
| Alan Haydock       | Belgique                  | Milieu de terrain | 13/01/1976        | 2008-2010  | 53 (32)           | 3    | 11     | 0      |
| Thierry Hazard     | Belgique                  | ?                 | 22/02/1966        | 1996-1998  | 38 (0)            | 0    | 2      | 1      |
| Jorge Hedilazio    | Angola                    | Milieu de terrain | 17/12/1974        | 1997-1998  | 9 (0)             | 1    | 1      | 0      |
| Roger Hénuset      | Belgique                  | Défenseur         | 20/06/1970        | 2001-2003  | 28 (0)            | 0    | 0      | 1      |
| Olivier Hernout    | Belgique                  | Milieu de terrain | 18/07/1979        | 2007-2008  | 33 (0)            | 4    | 0      | 1      |
| Frédéric Heuchamps | Belgique                  | ?                 | 26/02/1975        | 1999-2000  | 15 (0)            | 0    | 0      | 1      |
| Frédéric Hinnens   | Belgique                  | ?                 | 13/04/1971        | 1995-1999  | 98 (0)            | 7    | 5      | 0      |
| Fernand Hoton      | Belgique                  | ?                 | 8/11/1964         | 1993-1995  | 50 (0)            | 2    | 1      | 0      |

## I
| Joueur               | Nationalité | Position | Date de naissance | Période(s) | Matches (dont D1) | Buts | Jaunes | Rouges |
| -------------------- | ----------- | -------- | ----------------- | ---------- | ----------------- | ---- | ------ | ------ |
| Diogo Inacio Ribeiro | Belgique    | ?        | 28/10/1992        | 2012-...   | 0 (0)             | 0    | 0      | 0      |

## J
| Joueur                    | Nationalité | Position  | Date de naissance | Période(s) | Matches (dont D1) | Buts | Jaunes | Rouges |
| ------------------------- | ----------- | --------- | ----------------- | ---------- | ----------------- | ---- | ------ | ------ |
| Alandson Jansen Da Silva  | Belgique    | ?         | 4/10/1988         | 2009-2012  | 26 (0)            | 6    | 2      | 0      |
| Alexandre Jansen Da Silva | Belgique    | Défenseur | 16/01/1987        | 2009-2012  | 58 (0)            | 0    | 14     | 2      |
| Michaël Janssens          | Belgique    | ?         | 25/05/1988        | 2006-2008  | 5 (0)             | 0    | 0      | 0      |
| Michaël Jonckheere        | Belgique    | ?         | 1/09/1987         | 2008-2011  | 41 (0)            | 3    | 6      | 0      |

## K
| Joueur                      | Nationalité | Position  | Date de naissance | Période(s) | Matches (dont D1) | Buts | Jaunes | Rouges |
| --------------------------- | ----------- | --------- | ----------------- | ---------- | ----------------- | ---- | ------ | ------ |
| Benjamin Kabongo Wa Mapumba | Belgique    | ?         | 27/01/1987        | 2006-2009  | 2 (0)             | 0    | 0      | 0      |
| Patrick Kanene-Manzene      | Belgique    | ?         | 3/09/1985         | 2009-2010  | 10 (0)            | 0    | 0      | 0      |
| Yasin Karaca                | Belgique    | ?         | 16/12/1983        | 2008-2010  | 22 (18)           | 1    | 2      | 0      |
| Khalid Karama               | Belgique    | ?         | 1/04/1962         | 1995-1996  | 26 (0)            | 6    | 1      | 0      |
| Denis Kastrat               | Belgique    | ?         | 19/07/1981        | 2001-2003  | 4 (0)             | 0    | 0      | 0      |
| Emmanuel Kenmogne           | Belgique    | Attaquant | 2/09/1980         | 2004-2005  | 27 (0)            | 7    | 0      | 0      |
| Augustin Kivunghe           | Belgique    | ?         | 17/05/1973        | 1995-1997  | 45 (0)            | 17   | 0      | 0      |
| Laurent Kwembeke            | Belgique    | ?         | 2/05/1985         | 2009-...   | 24 (0)            | 1    | 2      | 1      |

## L
| Joueur              | Nationalité | Position          | Date de naissance | Période(s) | Matches (dont D1) | Buts | Jaunes | Rouges |
| ------------------- | ----------- | ----------------- | ----------------- | ---------- | ----------------- | ---- | ------ | ------ |
| Luc Labeeu          | Belgique    | ?                 | 20/03/1963        | 1993-1994  | 0 (0)             | 0    | 0      | 0      |
| Benoît Ladrière     | Belgique    | ?                 | 27/04/1987        | 2009-2012  | 92 (0)            | 15   | 11     | 1      |
| Damien Lahaye       | Belgique    | Gardien de but    | 30/01/1984        | 2011-...   | 34 (0)            | 0    | 1      | 0      |
| Grégory Lambert     | Belgique    | ?                 | 21/09/1978        | 1996-1997  | 6 (0)             | 0    | 0      | 0      |
| Benjamin Lambot     | Belgique    | Défenseur         | 2/05/1987         | 2004-2009  | 88 (5)            | 10   | 6      | 0      |
| Anthony Langendries | Belgique    | ?                 | 28/10/1981        | 2000-2002  | 3 (0)             | 0    | 0      | 0      |
| Olivier Langendries | Belgique    | ?                 | 13/08/1973        | 1993-2001  | 39 (0)            | 2    | 1      | 0      |
| André Laurent       | Belgique    | ?                 | 22/12/1964        | 1996-1997  | 14 (0)            | 0    | 2      | 0      |
| Fabrice Lauwerys    | Belgique    | ?                 | 31/03/1980        | 1996-2001  | 33 (0)            | 1    | 2      | 0      |
| Michaël Lauwerys    | Belgique    | ?                 | 12/08/1977        | 1997-2002  | 62 (0)            | 1    | 5      | 0      |
| Loïc Leclercq       | France      | Défenseur         | 23/10/1988        | 2012-...   | 0 (0)             | 0    | 0      | 0      |
| Michaël Legrand     | Belgique    | ?                 | 17/08/1980        | 1999-2000  | 2 (0)             | 0    | 0      | 0      |
| Stéphane Lemmens    | Belgique    | Gardien de but    | 9/10/1968         | 1997-2002  | 137 (0)           | 0    | 1      | 0      |
| Christophe Lepoint  | Belgique    | Milieu de terrain | 24/10/1984        | 2006-2008  | 56 (0)            | 5    | 18     | 0      |
| Philippe Liard      | France      | Milieu de terrain | 16/01/1985        | 2012-2016  | 0 (0)             | 0    | 0      | 0      |
| Sami Lkoutbi        | Belgique    | ?                 | 14/11/1992        | 2010-2013  | 14 (0)            | 2    | 2      | 0      |
| Yves Lombaerts      | Belgique    | ?                 | 17/06/1969        | 1993-1996  | 73 (0)            | 0    | 5      | 0      |
| Youssef Louahed     | Belgique    | ?                 | 23/02/1972        | 2000-2001  | 29 (0)            | 9    | 0      | 0      |
| Ricci Lufimbu       | Belgique    | ?                 | 21/02/1993        | 2012-...   | 0 (0)             | 0    | 0      | 0      |
| M'Vemba Lusala-Lu   | Belgique    | ?                 | 20/12/1980        | 2000-2007  | 166 (0)           | 15   | 23     | 1      |
| Kalumé Lwangi       | Belgique    | Milieu de terrain | 21/07/1991        | 2011-2012  | 3 (0)             | 0    | 1      | 0      |

## M
| Joueur                  | Nationalité                      | Position          | Date de naissance | Période(s) | Matches (dont D1) | Buts | Jaunes | Rouges |
| ----------------------- | -------------------------------- | ----------------- | ----------------- | ---------- | ----------------- | ---- | ------ | ------ |
| Vincent mommaerts       | Belgique                         | gardien de but    | 9/10/1981         | 1996-1998  | 10 (0)            | 0    | 0      | 0      |
| Marcel Mbayo Kibemba    | République démocratique du Congo | Milieu de terrain | 23/04/1978        | 2011-2012  | 21 (0)            | 0    | 0      | 0      |
| Makwaga Jules Mbayoko   | République démocratique du Congo | ?                 | 15/03/1976        | 2001-2003  | 31 (0)            | 0    | 5      | 0      |
| Freddy Meba- Alona      | Belgique                         | ?                 | 6/03/1968         | 1998-1999  | 25 (0)            | 15   | 0      | 0      |
| Geoffrey Melange        | Belgique                         | ?                 | 11/12/1986        | 2003-2004  | 1 (0)             | 0    | 0      | 0      |
| Jonathan Mendes         | France                           | Milieu de terrain | 18/07/1989        | 2010-2011  | 12 (0)            | 0    | 0      | 0      |
| Yannick Metayer         | Belgique                         | ?                 | 1/04/1986         | 2005-2007  | 5 (0)             | 0    | 0      | 0      |
| Jean-François Mielcarek | Belgique                         | ?                 | 1/12/1973         | 1999-2000  | 13 (0)            | 0    | 3      | 0      |
| Stéphane Monnier        | Belgique                         | ?                 | 13/09/1973        | 1998-1999  | 25 (0)            | 1    | 2      | 0      |
| Glenn Moons             | Belgique                         | ?                 | 23/03/1992        | 2009-2010  | 0 (0)             | 0    | 0      | 0      |
| Daniel Moreno           | Belgique                         | ?                 | 7/04/1978         | 1999-2000  | 1 (0)             | 0    | 0      | 0      |
| Stéphane Morias         | Belgique                         | ?                 | 21/05/1965        | 1993-1999  | 129 (0)           | 7    | 15     | 1      |
| Landry Mukwakwa         | Belgique                         | ?                 | 4/06/1989         | 2011-2012  | 0 (0)             | 0    | 0      | 0      |
| Jimmy Mulisa            | Belgique                         | ?                 | 24/04/1984        | 2012-...   | 0 (0)             | 0    | 0      | 0      |
| Joachim Mununga         | République démocratique du Congo | Milieu de terrain | 30/06/1988        | 2006-2008  | 60 (0)            | 4    | 13     | 0      |
| Muscal Mvuezolo         | République démocratique du Congo | Milieu de terrain | 30/03/1979        | 2007-2010  | 98 (32)           | 3    | 12     | 0      |

## N
| Joueur                   | Nationalité                      | Position       | Date de naissance | Période(s)          | Matches (dont D1) | Buts | Jaunes | Rouges |
| ------------------------ | -------------------------------- | -------------- | ----------------- | ------------------- | ----------------- | ---- | ------ | ------ |
| Grégoire Neels           | Belgique                         | Défenseur      | 2/08/1982         | 2000-2007, 2008-... | 349 (28)          | 12   | 75     | 2      |
| Steve Nerinckx           | Belgique                         | ?              | 4/11/1971         | 1993-1995           | 37 (0)            | 8    | 1      | 0      |
| Guy Roland Niangbo Nassa | Belgique                         | ?              | 21/05/1986        | 2010-2011           | 12 (0)            | 1    | 4      | 0      |
| Vasili Nikuli            | Belgique                         | ?              | 15/06/1976        | 1997-1998           | 0 (0)             | 0    | 0      | 0      |
| Fabian Nils              | Belgique                         | ?              | 12/03/1976        | 1995-1998           | 36 (0)            | 1    | 9      | 0      |
| Jérémie N'jock           | Cameroun                         | Attaquant      | 12/03/1980        | 2007-2010           | 39 (0)            | 10   | 6      | 0      |
| Nkela Nkatu              | République démocratique du Congo | Gardien de but | 25/09/1984        | 2009-2011           | 3 (0)             | 0    | 0      | 0      |
| Mourad N'Zif             | Belgique                         | ?              | 1/01/1983         | 2009-2010           | 12 (0)            | 1    | 1      | 0      |

## O
| Joueur               | Nationalité | Position          | Date de naissance | Période(s) | Matches (dont D1) | Buts | Jaunes | Rouges |
| -------------------- | ----------- | ----------------- | ----------------- | ---------- | ----------------- | ---- | ------ | ------ |
| Sergei Omelianovitch | Ukraine     | Milieu de terrain | 13/08/1977        | 2005-2006  | 9 (0)             | 1    | 4      | 0      |
| Hervé Ndjana Onana   | Cameroun    | Attaquant         | 1/06/1987         | 2012-...   | 0 (0)             | 0    | 0      | 0      |
| Yassine Ouazrhari    | Belgique    | ?                 | 19/09/1983        | 2007-2008  | 0 (0)             | 0    | 0      | 0      |
| Amara Oulare         | Belgique    | ?                 | 30/05/1976        | 1997-1998  | 0 (0)             | 0    | 0      | 0      |
| Taner Ozer           | Belgique    | ?                 | 4/12/1986         | 2003-2008  | 50 (0)            | 5    | 1      | 0      |

## P
| Joueur                   | Nationalité | Position          | Date de naissance | Période(s) | Matches (dont D1) | Buts | Jaunes | Rouges |
| ------------------------ | ----------- | ----------------- | ----------------- | ---------- | ----------------- | ---- | ------ | ------ |
| Michaël Paci             | Belgique    | ?                 | 13/12/1973        | 1997-2001  | 114 (0)           | 45   | 14     | 0      |
| Fabrizio Pacitti         | Belgique    | ?                 | 30/06/1970        | 1994-1995  | 29 (0)            | 10   | 1      | 0      |
| Luigi Papia              | Belgique    | ?                 | 12/07/1986        | 2009-2011  | 13 (0)            | 1    | 2      | 0      |
| Jean-Baptiste Paternotte | Belgique    | ?                 | 4/01/1981         | 2007-2009  | 43 (9)            | 2    | 6      | 0      |
| Vincent Peetroons        | Belgique    | ?                 | 25/02/1963        | 1993-1995  | 47 (0)            | 0    | 3      | 0      |
| Jérémy Perbet            | France      | Attaquant         | 12/12/1984        | 2008-2010  | 47 (31)           | 24   | 4      | 0      |
| Julien Pete              | Belgique    | ?                 | 26/04/1987        | 2004-2008  | 1 (0)             | 0    | 0      | 0      |
| Olivier Peyskens         | Belgique    | ?                 | 5/06/1988         | 2005-2007  | 2 (0)             | 0    | 1      | 0      |
| Julien Pinelli           | Belgique    | Milieu de terrain | 27/01/1987        | 2008-2009  | 0 (0)             | 0    | 0      | 0      |
| Mauro Pintus             | Belgique    | ?                 | 12/10/1985        | 2008-2009  | 0 (0)             | 0    | 0      | 0      |
| Loic Piolot              | Belgique    | ?                 | 17/01/1985        | 2004-2006  | 7 (0)             | 0    | 0      | 0      |
| Bart Poppe               | Belgique    | ?                 | 14/11/1986        | 2004-2008  | 17 (0)            | 0    | 0      | 0      |
| Jérémy Posluszny         | Belgique    | ?                 | 25/02/1987        | 2012-...   | 0 (0)             | 0    | 0      | 0      |

## R
| Joueur            | Nationalité | Position | Date de naissance | Période(s) | Matches (dont D1) | Buts | Jaunes | Rouges |
| ----------------- | ----------- | -------- | ----------------- | ---------- | ----------------- | ---- | ------ | ------ |
| Blazej Radler     | Belgique    | ?        | 2/08/1982         | 2008-2009  | 9 (9)             | 0    | 3      | 0      |
| Vincent Ramael    | Belgique    | ?        | 22/06/1988        | 2008-2009  | 9 (9)             | 1    | 3      | 0      |
| Sebastian Rassart | Belgique    | ?        | 18/09/1979        | 2004-2005  | 6 (0)             | 1    | 2      | 0      |
| Michele Recchia   | Belgique    | ?        | 4/12/1975         | 1995-1999  | 77 (0)            | 0    | 9      | 0      |
| Samuel Remy       | Belgique    | ?        | 23/10/1973        | 1999-2008  | 160 (0)           | 48   | 22     | 3      |
| Maxime Renson     | Belgique    | ?        | 25/06/1987        | 2009-2010  | 11 (0)            | 0    | 1      | 1      |
| Albert Robeyns    | Belgique    | ?        | 11/11/1970        | 1993-1995  | 31 (0)            | 0    | 3      | 1      |
| Bertrand Roosen   | Belgique    | ?        | 15/10/1966        | 1993-1995  | 28 (0)            | 0    | 2      | 0      |
| Geoffrey Roussel  | Belgique    | ?        | 14/08/1979        | 1999-2000  | 19 (0)            | 0    | 1      | 0      |

## S
| Joueur                | Nationalité | Position          | Date de naissance | Période(s) | Matches (dont D1) | Buts | Jaunes | Rouges |
| --------------------- | ----------- | ----------------- | ----------------- | ---------- | ----------------- | ---- | ------ | ------ |
| Roland Saboga         | Belgique    | Attaquant         | 4/08/1978         | 2002-2003  | 10 (0)            | 1    | 0      | 0      |
| Enis Saiti            | Belgique    | ?                 | 15/03/1980        | 2005-2006  | 18 (0)            | 1    | 1      | 1      |
| Alexis Sakalis        | Belgique    | Gardien de but    | 30/01/1980        | 2004-2005  | 0 (0)             | 0    | 0      | 0      |
| David Sanchez         | Belgique    | ?                 | 27/06/1990        | 2009-2011  | 2 (0)             | 0    | 0      | 0      |
| Rafael Santiago       | Belgique    | ?                 | 10/08/1984        | 2008-2009  | 22 (22)           | 1    | 5      | 0      |
| Mario Santos De Matos | Belgique    | ?                 | 21/06/1988        | 2005-2010  | 16 (6)            | 0    | 0      | 0      |
| Miguel Santos Pravos  | Belgique    | ?                 | 19/07/1991        | 2008-...   | 31 (0)            | 0    | 1      | 0      |
| Nadir Sbaa            | Belgique    | Attaquant         | 22/04/1982        | 2002-2006  | 117 (0)           | 43   | 6      | 1      |
| Salaheddine Sbaï      | Maroc       | Défenseur         | 21/08/1985        | 2005-2007  | 48 (0)            | 0    | 8      | 0      |
| Andrea Schifano       | Belgique    | Attaquant         | 10/02/1991        | 2010-2011  | 1 (0)             | 0    | 0      | 0      |
| Sherif Senturk        | Belgique    | ?                 | 29/09/1970        | 1993-1994  | 10 (0)            | 0    | 0      | 0      |
| Giovanni Seynhaeve    | Belgique    | ?                 | 21/07/1976        | 2003-2006  | 48 (0)            | 1    | 3      | 0      |
| Valery Sorokin        | Belgique    | ?                 | 6/01/1985         | 2008-2009  | 12 (12)           | 3    | 1      | 0      |
| Benoit Sotteau        | Belgique    | ?                 | 27/05/1987        | 2006-2008  | 13 (0)            | 0    | 1      | 2      |
| Jeremy Steens         | Belgique    | ?                 | 29/07/1983        | 2009-...   | 95 (0)            | 3    | 12     | 0      |
| Wouter Sterckx        | Belgique    | ?                 | 19/03/1972        | 1998-1999  | 14 (0)            | 0    | 1      | 0      |
| Frédéric Stilmant     | Belgique    | Milieu de terrain | 1/05/1979         | 2001-2006  | 130 (0)           | 11   | 19     | 1      |
| Kevin Stuckens        | Belgique    | ?                 | 18/12/1979        | 2007-2008  | 25 (0)            | 3    | 2      | 0      |
| Norman Sylla          | Belgique    | ?                 | 27/09/1982        | 2010-...   | 42 (0)            | 8    | 2      | 0      |

## T
| Joueur               | Nationalité | Position  | Date de naissance | Période(s) | Matches (dont D1) | Buts | Jaunes | Rouges |
| -------------------- | ----------- | --------- | ----------------- | ---------- | ----------------- | ---- | ------ | ------ |
| Ibrahim Tankary      | Niger       | Attaquant | 24/03/1972        | 1999-2000  | 27 (0)            | 11   | 5      | 0      |
| Wouter Taurin        | Belgique    | ?         | 9/04/1985         | 2003-2005  | 1 (0)             | 0    | 0      | 0      |
| Mustapha Tchamekh    | Belgique    | ?         | 19/01/1965        | 1994-1995  | 14 (0)            | 2    | 2      | 0      |
| Ibrahima Thiam-Iyane | Belgique    | ?         | 20/08/1981        | 2006-2007  | 11 (0)            | 1    | 1      | 0      |
| Stéphane Thys        | Belgique    | ?         | 3/03/1986         | 2005-2006  | 4 (0)             | 0    | 0      | 0      |
| David Tilman         | Belgique    | ?         | 3/07/1974         | 1993-1994  | 0 (0)             | 0    | 0      | 0      |
| Thomas Tilmant       | Belgique    | ?         | 1/03/1976         | 1994-1995  | 1 (0)             | 0    | 0      | 0      |
| Amaury Toussaint     | Belgique    | ?         | 26/08/1976        | 1996-1997  | 21 (0)            | 1    | 1      | 0      |
| John Tshibumbu       | Belgique    | ?         | 6/01/1989         | 2010-2012  | 40 (0)            | 11   | 6      | 1      |
| Joe Tshupula         | Belgique    | ?         | 15/05/1972        | 1999-2000  | 1 (0)             | 0    | 1      | 0      |
| Benjamin Tubiermont  | Belgique    | ?         | 21/09/1976        | 1995-1999  | 9 (0)             | 0    | 0      | 0      |

## V
| Joueur                 | Nationalité | Position          | Date de naissance | Période(s) | Matches (dont D1) | Buts | Jaunes | Rouges |
| ---------------------- | ----------- | ----------------- | ----------------- | ---------- | ----------------- | ---- | ------ | ------ |
| Geoffrey Valenne       | Belgique    | ?                 | 15/04/1977        | 1997-2001  | 74 (0)            | 3    | 6      | 3      |
| Alexandre Van Damme    | Belgique    | ?                 | 25/02/1976        | 2006-2007  | 21 (0)            | 2    | 0      | 0      |
| Marc Van Hasselt       | Belgique    | ?                 | 7/09/1959         | 1993-1994  | 0 (0)             | 0    | 0      | 0      |
| Bruno Van Wemmel       | Belgique    | ?                 | 4/11/1965         | 1995-1997  | 49 (0)            | 12   | 4      | 0      |
| Jason Vandelannoite    | Belgique    | Défenseur         | 6/11/1986         | 2008-2010  | 52 (28)           | 0    | 9      | 1      |
| David Vandenbroeck     | Belgique    | Défenseur         | 12/07/1985        | 2003-2008  | 162 (0)           | 12   | 16     | 4      |
| Ludovic Vandenplas     | Belgique    | ?                 | 15/11/1984        | 2003-2004  | 1 (0)             | 0    | 0      | 0      |
| Olivier Vandepontseele | Belgique    | Gardien de but    | 13/05/1971        | 1994-1998  | 47 (0)            | 0    | 0      | 1      |
| Kevin Vanderauwera     | Belgique    | ?                 | 18/08/1992        | 2011-2012  | 12 (0)            | 0    | 0      | 0      |
| Jérôme Vanderzijl      | Belgique    | Défenseur         | 24/08/1988        | 2011-2012  | 13 (0)            | 0    | 0      | 1      |
| Jason Vandeville       | Belgique    | ?                 | 20/09/1992        | 2012-...   | 0 (0)             | 0    | 0      | 0      |
| Floriano Vanzo         | Belgique    | ?                 | 22/04/1994        | 2011-2012  | 13 (0)            | 0    | 1      | 1      |
| Giuseppe Varrichio     | Belgique    | ?                 | 31/05/1966        | 1998-2002  | 89 (0)            | 31   | 4      | 2      |
| Laurence Verbelen      | Belgique    | ?                 | 30/03/1976        | 2000-2001  | 29 (0)            | 0    | 5      | 0      |
| Philippe Verbiest      | Belgique    | ?                 | 25/01/1988        | 2006-2007  | 0 (0)             | 0    | 0      | 0      |
| Vittorio Villano       | Belgique    | Milieu de terrain | 2/08/1988         | 2008-2012  | 100 (27)          | 15   | 25     | 1      |
| Olivier Vinamont       | Belgique    | Milieu de terrain | 15/07/1985        | 2011-2014  | 30 (0)            | 1    | 5      | 2      |

## W
| Joueur              | Nationalité | Position       | Date de naissance | Période(s) | Matches (dont D1) | Buts | Jaunes | Rouges |
| ------------------- | ----------- | -------------- | ----------------- | ---------- | ----------------- | ---- | ------ | ------ |
| Lou Wallaert        | Belgique    | ?              | 6/04/1995         | 2012-...   | 0 (0)             | 0    | 0      | 0      |
| Kevin Wauthy        | Belgique    | Gardien de but | 25/08/1983        | 2002-2007  | 66 (0)            | 0    | 0      | 0      |
| Lambic Wawa-Mosengo | Belgique    | ?              | 12/04/1961        | 1994-1998  | 89 (0)            | 28   | 12     | 2      |
| Didier Wesse        | Belgique    | ?              | 9/12/1970         | 1996-1998  | 26 (0)            | 0    | 5      | 1      |
| Rodrigue Williot    | Belgique    | ?              | 7/06/1988         | 2006-2007  | 1 (0)             | 0    | 0      | 0      |

## Y
| Joueur        | Nationalité | Position | Date de naissance | Période(s) | Matches (dont D1) | Buts | Jaunes | Rouges |
| ------------- | ----------- | -------- | ----------------- | ---------- | ----------------- | ---- | ------ | ------ |
| Hirac Yagan   | Belgique    | ?        | 3/01/1989         | 2009-2010  | 3 (0)             | 0    | 0      | 0      |
| Bagdad Yakhou | Belgique    | ?        | 7/09/1979         | 2005-2006  | 9 (0)             | 0    | 0      | 0      |

## Z
| Joueur        | Nationalité | Position | Date de naissance | Période(s) | Matches (dont D1) | Buts | Jaunes | Rouges |
| ------------- | ----------- | -------- | ----------------- | ---------- | ----------------- | ---- | ------ | ------ |
| Jérome Zorino | Belgique    | ?        | 15/05/1980        | 2001-2003  | 6 (0)             | 1    | 0      | 0      |
| Carlo Zoso    | Belgique    | ?        | 19/06/1964        | 1993-1995  | 46 (0)            | 7    | 3      | 0      |

### Sources
- (nl) « Liste des joueurs du club », sur Belgian Soccer Database